# 毛利元朝
毛利 元朝（もうり もととも）は、江戸時代中期の大名。長門国長府藩4代藩主。官位は従四位下・佐渡守。のち長州藩の嗣子。諱は後に宗元（）と改めている。

## 生涯
長州藩主・毛利吉元（長府藩3代藩主毛利綱元の長男）の長男として誕生。幼名は又四郎。
父の吉元が長州藩主となったため、祖父・綱元の養嗣子となる。宝永6年（1709年）、祖父の死去により長府藩主となるが、正徳2年（1712年）に父・吉元の嗣子であった弟の元陳（左門）が死去したため、新たな嗣子として迎えられ、長府藩は叔父の元矩が継いだ。
その後、8代将軍徳川吉宗より偏諱を受けて宗元と名を改めたが、長州藩の家督を継ぐことなく、享保6年（1721年）4月19日、19歳で早世した。代わって、弟の宗広が嗣子となった。
法名は祐巌院殿四品賢良浄雄大居士。墓所は下関市長府の瑞聖寺、萩市椿東の東光寺。

## 系譜
- 父：毛利吉元（1677-1731）
- 母：法林院（品子） - 池田綱政の娘
- 婚約者：瑩光院 - 松平宣富の娘